# Doris Dawson
Doris Dawson (16 de abril de 1905-20 de abril de 1986) fue una actriz cinematográfica estadounidense de los primeros tiempos de Hollywood, que trabajó principalmente en el cine mudo.

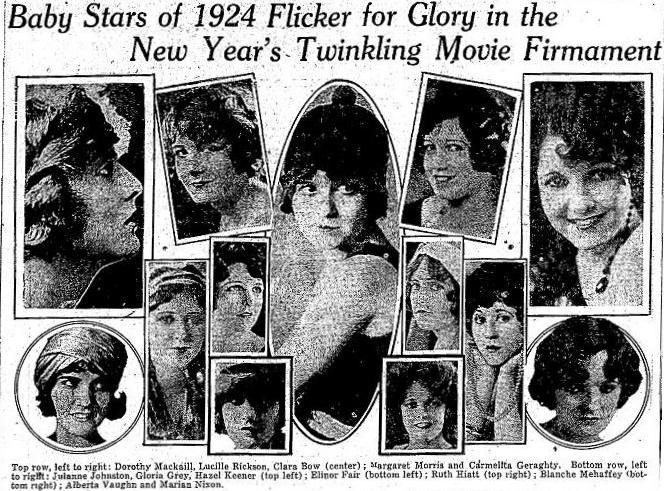

Dawson, nacida en Goldfield, Nevada, empezó a actuar a mediados de los años veinte. Su primer papel llegó en la película de 1927 The Arizona Night. Participó en cuatro filmes ese año, y en otros cuatro en 1928. En 1929 fue seleccionada como una de las trece "WAMPAS Baby Stars", un grupo que incluía a la futura leyenda de Hollywood Jean Arthur. En dicho año actuó en cinco películas, incluyendo Broadway Scandals, protagonizada por Jack Egan y Sally O'Neil. Estaba en la cumbre de su carrera, pero la llegada del cine sonoro la hizo tambalear. Solo tuvo un papel en 1930, y no volvió a trabajar hasta 1934. Su último título, en 1934, fue The Silver Streak, protagonizado por Sally Blane y Charles Starrett. Tras el mismo, con 29 años de edad, se retiró. Se estableció en Coral Gables, Florida, lugar en el que falleció en 1986.